# Sindicat d'Estalvi de Catalunya
El Sindicat d'Estalvi de Catalunya és un sindicat que defensa els interessos dels treballadors del sector financer català. En els seus estatuts el SEC es defineix com a sindicat nacional català del sector financer. Està federat al Sindicato de Empleados de Crédito i confederat en la Confederación Intersindical de Crédito.
Es va fundar l'any 1978 en confluir diverses agrupacions de treballadors independents que actuaven en les caixes d'estalvis catalanes. Va néixer per actuar exclusivament en el sector de caixes, i es va integrar al Solidaritat d'Obrers de Catalunya.
Per respondre a la reforma laboral de 1994 que va expulsar de les meses negociadores dels convenis estatals els sindicats sectorials d'àmbit autonòmic, el SEC va promoure la creació de la Confederación Intersindical de Cajas (avui Confederación Intersindical de Crédito) en sigles CiC. Amb aquesta decisió el SEC, a través de la confederació CiC, va tornar a seure a la mesa negociadora del conveni d'àmbit estatal del sector de caixes d'estalvis.
Per respondre a l'expansió de les caixes catalanes fora de Catalunya, l'any 1997 el SEC va promoure la creació del Sindicato de Empleados de Cajas (avui Sindicato de Empleados del Crédito). Amb aquesta decisió el SEC va poder defensar directament els empleats de les caixes d'estalvis tant a Catalunya com als nous centres de treball a Espanya. En 1985 el SEC va tenir un paper destacat en la creació de la Intersindical-CSC.
Fruit de la Crisi financera espanyola iniciada en 2007, que va comportar la conversió en bancs de totes les caixes d'estalvis catalanes i la venda de la majoria d'elles a bancs de gran dimensió, el Sindicat d'Estalvi de Catalunya va quedar implantat tant al sector de bancs associats a la patronal de caixes d'estalvis ACARL (Asociación de Cajas de Ahorros para las Relaciones Laborales), com al sector de bancs associats a la patronal bancària AEB (Asociación Española de Banca), però la secció de Caixa Laietana es va constituir com a sindicat independent, que es va vincular a UGT. Mentre en 2015, a tot Catalunya tenia dos representants (de 79) al BBVA i cap a la resta d'entitats, en 2019 va passar a ser la segona força amb 28 representants en l'entitat.